# Killearn
Killearn är en ort i Storbritannien.   Den ligger i kommunen Stirling och riksdelen Skottland, i den nordvästra delen av landet, 600 km nordväst om huvudstaden London. Killearn ligger 95 meter över havet och antalet invånare är 1 753.
Terrängen runt Killearn är kuperad söderut, men norrut är den platt. Runt Killearn är det mycket tätbefolkat, med 1 177 invånare per kvadratkilometer. Närmaste större samhälle är Milngavie, 11,6 km söder om Killearn. Trakten runt Killearn består i huvudsak av gräsmarker.